# Arie Peters
Arie Peters (Utrecht, 15 juni 1908 – overleden in 1980) was een Nederlands organist en beiaardier.
Hij was zoon van sjouwerman Marinus Coenraadt Peters en Antonia Schinkel wonende aan de Kersstraat in Utrecht. Hijzelf trouwde met Cornelia Walhof.

## Carrière
Het zag er aanvankelijk niet naar uit dat hij ook daadwerkelijk organist zou worden. Hij was gediplomeerd machineschrijver (vanaf 1922), stenograaf (1923) en boekhouder (1926). Als zodanig werkte hij in de Utrechtse Brood- en Meelfabriek. Toch haalde hij in 1927 het "Getuigschrift A" van de Nederlandse Organisten Vereniging (NOV).
Hij kreeg zijn beroepsopleiding van onder andere Hendrik Bos (Domorganist) en Johan Wagenaar (beiaardier) in zijn geboortestad. Een opleiding aan de Beiaardschool in Mechelen volgde bij Staf Nees. In 1931 nam hij ontslag uit de fabriek. Hij werd in 1932 organist van de net geopende Julianakerk te Utrecht, alwaar hij het orgel gebouwd door Johan Frederik Witte mocht bespelen en ook een koor mocht oprichten. Gedurende dat ambt ontwikkelde hij zich verder met Diploma A voor Kerk- en Concertspel (1933) van het NOV. Per 21 oktober 1936 was hij organist van de Stevenskerk te Nijmegen. Hij volgde daarin Willem de Vries op. In 1938 volgde "Diploma B" van het NOV, in 1939 slaagde hij voor het examen "Koorleider" en in 1941 staatsexamen muziek. Inmiddels was hij op 1 november 1936 ook stadsbeiaardier van Nijmegen geworden. 
Tijdens het bombardement op Nijmegen van 22 februari 1944 gingen zowel orgel als klokkenspel verloren. Peters week hierna uit naar kerkorgel in de buurt (Nederlands Hervormde gemeente en Opstandingskerk). Om zijn tekort aan inkomsten aan te vullen, ging hij aan de slag als muziekrecensent van het Nijmeegs Dagblad. Ook jureerde tijdens koor- en orkestwedstrijden en speelde tijdens rouw- en trouwdiensten. In 1969 waren het orgel en het klokkenspel weer beschikbaar voor zijn spel. 
In Nijmegen was hij ook leraar aan de muziekschool van de Maatschappij tot Bevordering der Toonkunst en gaf zanglessen via de methode van Anton Averkamp. Ook werd hij gediplomeerd snijder en bespeler van bamboefluiten. Hij was van 1960 tot 1969 ook beiaardier te Cuijk (Sint-Martinuskerk
Hij was ook enige jaren (stads-)beiaardier van Haarlem (1954-1973). Van hem is ook een aantal composities bekend ("Variaties op Het was een maghet suiver en net").